# Tagnone
Le Tagnone est une rivière française du département Haute-Corse de la région Corse et un affluent du Tavignano.

## Géographie
D'une longueur de 35,1 kilomètres, le Tagnone prend sa source sur la commune de Vezzani à l'altitude 1 360 mètres, à moins d'un kilomètre au nord-est de la Punta Paglia (1 528 m).
Il coule globalement de l'ouest vers le sud-est.
Il conflue sur la commune d'Aléria, à l'altitude 2 mètres, près du lieu-dit Vendunico et de l'ancien fort génois d'Aléria.

### Communes et cantons traversés
Dans le seul département de la Haute-Corse, le Tagnone traverse les quatre communessuivantes, dans deux cantons, dans le sens amont vers aval, de Vezzani (source), Pietroso, Aghione, Aléria (confluence).
Soit en termes de cantons, le Tagnone prend source dans le canton de Vezzani, conflue dans le canton de Moïta-Verde.

### Bassin versant
Le Tagnone traverse une seule zone hydrographique « le Tagnone de sa source au Tavignano » (Y911) de 105 km2 de superficie. ce bassin versant est constitué à 65,89 % de « forêts et milieux semi-naturels », à 32,30 % de « territoires agricoles », à 0,70 % de « surfaces en eau », à 0,42 % de « territoires artificialisés ».

### Organisme gestionnaire
L'organisme gestionnaire est le Comité de bassin de Corse.

## Affluents
Le Tagnone a dix-sept affluents référencés :
- le ruisseau de Santa Maria (rd[note 1]), 3,8 km sur les deux communes de Pietroso et Vezzani.
- le ruisseau de Bicolami (rg), 1,8 km sur la seule commune de Vezzani.
- le ruisseau de Pietra Piana (rd), 2,8 km sur la seule commune de Pietroso.
- le ruisseau de Vetrice (rg), 1,7 km sur les deux commune de Vezzani et Pietroso.
- le ruisseau de Forcalo (rg), 2,8 km sur la seule commune de Vezzani.
- le ruisseau de l'Affite (rg), 1,2 km sur la seule commune de Vezzani.
- le ruisseau de Barello (rg), 4 km sur la seule commune de Vezzani, avec un affluent :
  - le ruisseau d'Alziccia (rg), 1,8 km sur la seule commune de Vezzani
- le ruisseau de Forci (rg), 2 km sur la seule commune de Vezzani.
- le ruisseau de Lojani (rg), 2 km sur la seule commune d'Aghione.
- le ruisseau de Catastajo (rg), 1,8 km sur la seule commune d'Aghione.
- le ruisseau d'Aghione (rg), 3,2 km sur la seule commune d'Aghione.
- le ruisseau de Puzzichello (rg), 7,9 km avec une source sulfureuse au lieu-dit les Bains de Puzzichello sur les trois communes de Casevecchie, Aghione, Antisanti avec trois affluents :
  - le ruisseau de Don Carlo, 1,5 km sur la seule commune de Casevecchie.
  - le ruisseau de Spallina, 1,7 km sur la seule commune de Casevecchie.
  - le ruisseau de Caselle, 1,5 km sur la seule commune de Antisanti.
- le ruisseau de Botte (rg), 4 km sur les deux communes d'Aghione et Antisanti.
- le ruisseau de Codolo ou ruisseau de Variatoghio (rd), 8,9 km sur les trois communes d'Aghione, Ghisonaccia, Pietroso.
- le ruisseau de Samuleto (rd) 3,6 km sur les deux communes de Aghione et Aléria.
- le ruisseau la Bacciana (rg) 7,1 km sur les deux communes d'Aghione et Aléria avec un affluent :
  - le ruisseau de San Salvadore, 1,9 km sur les deux communes d'Aghione et Aléria
- le Vieux Tagnone (rd), 2,7 km sur la seule commune d'Aléria.

### Rang de Strahler
Donc le rang de Strahler est de trois.